# Multia
Multia là một đô thị của Phần Lan.

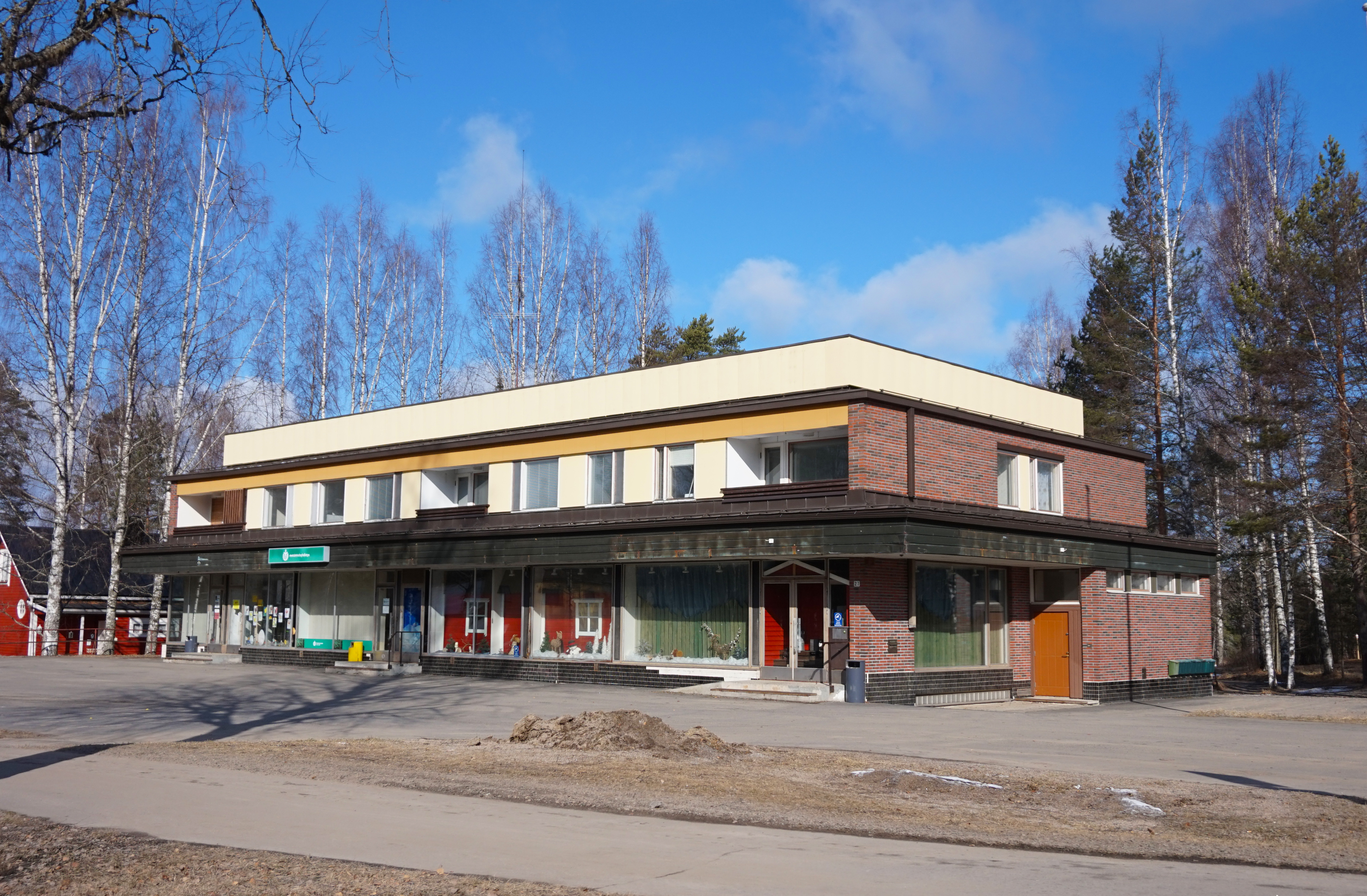
Multia

Vị trí ở tỉnh Tây Phần Lan trong vùng Trung Phần Lan. Đô thị này có dân số 2.065 người (năm 2003) và diện tích 765,34 km² trong đó có 30,85 km² là diện tích mặt nước. Mật độ dân số là 2,7 người trên mỗi km².
Dân đô thị này chỉ sử dụng tiếng Phần Lan. Trước đây, tên đô thị này là "Muldia" trong các tài liệu tiếng Thụy Điển, nhưng ngày nay có tên "Multia" cũng trong tiếng Thụy Điển.